# Подлипцы
Подлипцы (укр. Підлипці) — село в Золочевской городской общине Золочевского района Львовской области Украины.
Население по переписи 2001 года составляло 1147 человек. Занимает площадь 3,266 км². Почтовый индекс — 80746. Телефонный код — 3265.